# Crucea (Suceava)
Crucea è un comune della Romania di 2 122 abitanti, ubicato nel distretto di Suceava, nella regione storica della Moldavia. 
Il comune è formato dall'unione di 4 villaggi: Chiril, Cojoci, Crucea, Satu Mare.
La principale attività economica del comune è rappresentata da una miniera di uranio.